# 曙光章
《曙光章》（阿拉伯語：ٱلْفَلَقِ，意為「曙光」）是《古蘭經》第113章，也是倒數第二章。這章共有五節句（阿亞），祈求真主保護免受邪惡侵害。這章與第114章《世人章》合稱為「避難章」，因為它們都以「我尋求庇佑」開始。

## 簡介
《曙光章》是《古蘭經》的第113章，以五節的篇幅向真主祈求保護，遠離邪惡。這章與第114章《世人章》合稱為「避難章」，因為它們都以「我尋求庇佑」開始。《曙光章》主要祈求遠離外在的邪惡，而《世人章》則祈求遠離內在的邪惡。因此，同時誦讀這兩章可以保護一個人免受自身和他人的邪惡。

## 背景
這章是一篇麥加篇章，這意味著它是在穆罕默德在麥加而非麥地那時期啟示的。在麥加，早期的穆斯林受到迫害，而在麥地那，穆罕默德是受保護的領袖。「曙光」這個詞在第一節中出現，是指「裂開」的過程，而大多數翻譯將其限制為「曙光」或「黎明」。這章的啟示背景與穆斯林在麥加的困境有關，當時他們面臨許多來自外界的威脅和迫害。

## 經文及含義

### 原文及轉寫
- 哈夫斯（英语：Hafs）唸法（師承阿西姆·伊本·阿比·納朱德（英语：Aasim ibn Abi al-Najud））

 بِسْمِ ٱللَّٰهِ ٱلرَّحْمَـٰنِ ٱلرَّحِيمِ ۝‎

قُلْ أَعُوذُ بِرَبِّ ٱلْفَلَقِ ۝١‎

¹ 

مِن شَرِّ مَا خَلَقَ ۝٢‎

² 

وَمِن شَرِّ غَاسِقٍ إِذَا وَقَبَ ۝٣‎

³ 

وَمِن شَرِّ ٱلنَّفَّـٰـثَــٰتِ فِى ٱلْعُقَدِ ۝٤‎

⁴ 

وَمِن شَرِّ حَاسِدٍ إِذَا حَسَدَ ۝٥‎

⁵ 

- 華爾什（英语：Warsh）唸法（師承納菲阿爾-麥地那（英语：Nafi‘ al-Madani））

بِسۡمِ اِ۬للَّهِ اِ۬لرَّحۡمَـٰنِ اِ۬لرَّحِيمِ ۝‎

قُلَ اَعُوذُ بِرَبِّ اِ۬لۡفَلَقِ ۝١‎

¹ 

مِن شَرِّ مَا خَلَقَ ۝٢‎

² 

وَمِن شَرِّ غَاسِقٍ اِذَا وَقَبَ ۝٣‎

³ 

وَمِن شَرِّ اِ۬لنَّفَّـٰـثَــٰتِ فِي اِ۬لۡعُقَدِ ۝٤‎

⁴ 

وَمِن شَرِّ حَاسِدٍ اِذَا حَسَدَ ۝٥‎

⁵ 

### 漢譯及含義
۝ 你說：「我求庇於曙光的主
۝  免遭他所創造者的毒害；
۝ 免遭黑夜籠罩時的毒害；
۝ 免遭吹破堅決的主意者的毒害；
۝ 免遭嫉妒時的毒害。」
第一節祈求真主的庇護，並以「曙光的主」來稱呼真主，象徵著光明和希望。第二節祈求遠離真主所創造之物的邪惡，包括自然界和人類的邪惡行為。第三節提到黑暗降臨時的邪惡，這可以解釋為夜晚的恐懼或隱藏在黑暗中的危險。第四節譴責吹結師的巫術，這是一種古代的詛咒方法。第五節則祈求遠離嫉妒者的邪惡，因為嫉妒會引發許多負面行為。

## 聖訓
早期的《古蘭經》注釋主要來自於穆罕默德的聖訓。根據聖訓，穆罕默德每晚睡前都會誦讀此章。《曙光章》在聖訓中被高度重視，有多個相關的敘述：
- 伊本·阿比斯報告說，穆罕默德說：「誦讀《曙光章》和《世人章》是尋求真主庇護的最佳方式。」[9][10][11]
- 阿伊莎報告說，穆罕默德每晚睡前都會誦讀《曙光章》、《世人章》和《忠誠章》，並用手抹遍全身。[12][13]
- 烏克巴·伊本·阿米爾報告說，穆罕默德說：「昨晚啟示了一些前所未有的經文，它們是《曙光章》和《世人章》。」[14][15][16]

這些聖訓強調了《曙光章》在穆罕默德日常生活中的重要性，並展示了它在保護信仰者免受邪惡侵害方面的特殊地位。